# Marie Victoire (Respighi)
Marie Victoire is een langvergeten opera van Ottorino Respighi. Respighi werkte aan die opera in 1913, maar het werk moest 90 jaar wachten op een eerste uitvoering. Op 29 januari 2004 kwam het werk voor het eerst in de openbaarheid bij de Teatro dell'Opera di Roma. Het was geen succes, de Italianen hadden moeite met de Franse tekst en ook het begeleidingsorkest schijnt niet op zijn best geweest te zijn. Daarbij moet vermeld worden dat de enscenering niet eenvoudig was met bijvoorbeeld delen van het koor dat buiten het toneel gehouden moest worden. Respighi had het libretto gehaald bij het gelijknamige Marie Victoire van Edmond Guiraud en had de oorspronkelijke Franse tekst aangehouden. De hoofdrol binnen de opera werd tijdens de premièredagen gezongen door Nelly Miricioiu.

## Discografie
- Uitgave CPO Records (2012): solisten en het Koor en Orkest van de Berlijnse Opera onder leiding van Michail Jurowski